# 강변로 (횡성군)
강변로(Gangbyeon-ro)는 강원특별자치도 횡성군 안흥면 안흥리에서 둔내면 현천리까지 이어주는 횡성군도로, 총 연장은 10.195 km이다. 이름이 유래된 것은 주천강 주변을 따라 안흥면에서 둔내면까지 연결되는 도로로, 강변로로 명명되었다.

## 역사
- 2009년 2월 3일 : 도로명으로 강변로를 고시

## 주요 경유지
- 횡성군
  - 안흥면 (안흥리 - 지구리 - 성산리) - 둔내면 (영랑리 - 조항리 - 현천리)

## 접촉하는 도로
- 경강로
- 조항로
- 노동로
- 상터로
- 덧재로
- 서동로

## 주요 건물 및 시설
- 지구교회 (강변로 101/지구리 601)
- 영랑리마을회관 (강변로 626/영랑리 398-3)
- 국순당 횡성공장 (강변로 975/현천리 113)